# Mediimorda bipunctata
Mediimorda bipunctata is een keversoort uit de familie spartelkevers (Mordellidae). De wetenschappelijke naam van de soort is voor het eerst geldig gepubliceerd in 1827 door Germain.